# Ленёв, Олег Константинович
Олег Константинович Ленёв (латыш. Oļegs Ļeņovs, 25 апреля 1926, Москва — 25 марта 1987, Рига) — директор производственного объединения ВЭФ, Герой Социалистического Труда.

## Биография
Родился 25 апреля 1926 года в Москве. Его отец, Константин Ленёв (1901 года рождения), выпускник МВТУ, работал на авиационном заводе № 24 им. Фрунзе начальником цеха. В 1938 году был арестован по доносу, осужден, скончался в заключении в 1944 году. В 1956 году реабилитирован.
Олег Константинович в 1950 году окончил Московский электромеханический институт инженеров железнодорожного транспорта, после чего работал бригадиром, мастером, технологом, начальником цеха Лиепайском паровозоремонтном заводе МПС. С 1959 года — главный инженер, затем директор Лиепайского машиностроительного завода.

### Во главе «Радиотехники»
Став в 1964 году директором Рижского радиозавода, Ленёв превратил его в производство с 16 тысячами работающих. Он построил новые корпуса завода в рижском предместье Иманта, превратившемся в популярный жилой район. В 1965 году завод был подчинён всесоюзному министерству промышленности средств связи, что обеспечило ему доступ к валютным ресурсам для закупки оборудования.
В декабре 1970 года было сформировано производственное объединение, в которое вошли ведущее предприятие Рижский радиозавод им. А. С. Попова, конструкторское бюро «Орбита», Рижский электромеханический завод, Кандавский радиозавод.
В 1970 году Рижский радиозавод начал постепенно перемещаться в новые корпуса в Иманте, а в 1973 году производство уже полностью переехало в новые просторные корпуса с конвейерными и поточными линиями и импортным оборудованием. Было построено специальное здание акустической лаборатории с заглушенной и реверберационной камерами большого объёма, а также лаборатории для испытаний на климатическую и транспортную выносливость.

### На главном заводе Латвии
С 1973 года Ленёв занимал должность директора производственного объединения ВЭФ в Риге. За годы его руководства был освоен серийный выпуск современных радиоприёмников, магнитофонов, телефонов, АТС. Было полностью переоборудовано как рижское предприятие, так и его филиалы в городах Стучка, Скрунда и Алуксне, посёлке Малта. На заводе создавалось техническое оборудование для проходившей в 1980 году Московской Олимпиады (система «Гимнаст»).
В 1980 году Ленёв организовал на ВЭФе группу по разработке бобслейных болидов для советских спортсменов, которая успешно справилась с задачей и всего за год разработала собственную конструкцию саней, хорошо показавшую себя на международных стартах. А в олимпийском Калгари-1988 латыш Янис Кипурс вместе с Александром Козловым завоевали первое «золото» для сборной СССР в бобслее, добавив к нему ещё и «бронзу» в соревнованиях четвёрок в экипаже с Гунтисом Осисом и Юрисом Тоне. Всего на ВЭФе было изготовлено 125 бобслейных саней.
В феврале 1987 года в Латвию приехал генеральный секретарь ЦК КПСС М. С. Горбачёв. Главным объектом его посещения был среди прочих и ВЭФ. Олег Константинович лично руководил подготовкой к приёму высокого гостя, однако этот визит, прошедший гладко, стал для директора роковым.
25 марта 1987 года он скончался от инфаркта прямо на рабочем месте. Это был уже четвёртый инфаркт Ленёва.

## Общественная деятельность
Активно занимался общественной деятельностью, избирался депутатом Верховного Совета Латвийской ССР 7-го, 8-го, 9-го, 10-го, 11-го созывов.
Ленёв прекрасно говорил, обладал интуицией и умением находить подход к людям, играл на гитаре. Он пользовался любовью и уважением людей, которыми руководил, хотя умел быть и жестким, требовательным и добиваться результата.
Свою производственную деятельность он не отделял от социальной. При строительстве нового производства «Радиотехники» по его настоянию были созданы не только жилые микрорайоны вокруг завода, но и дом культуры в Иманте, центры отдыха рабочих в Юрмале и Крыму, пионерский лагерь «Альбатрос» в приморском посёлке Кестерциемс, который прозвали балтийским «Артеком».

## Награды
Указом Президиума Верховного Совета СССР от 9 июля 1985 года за «большие заслуги в организации высокоэффективного производства на основе широкого внедрения достижений научно-технического прогресса» Олегу Ленёву было присвоено звание Героя Социалистического Труда с вручением ордена Ленина и золотой медали «Серп и Молот».
Был награждён двумя орденами Ленина, орденами Трудового Красного Знамени и «Знак Почёта», рядом медалей.